# Ахмад-шах Бахадур
Ахмад-шах Бахадур (*23 грудня 1725 —1 січня 1775) — 13-й падишах з династії Великих Моголів у 1748–1754 роках.

## Життєпис
Був сином падишаха Мухаммад Шаха. Не отримав належної освіти, не цікавився державними справами, знаходився під впливом своєї матері Кудсії Бегам. У 1748 році номінально очолив могольске військо проти Ахмеда Дурруні, яке завдало поразки останньому при Маніпурі. Того ж року після смерті батька стає новим падишахом.
За час його правління довелося вести тривалі війни з нізамом Хайдарабада, афганською державою Дурруні, маратхами. У 1750–1751 роках намісники Моголів у Пенджабі чинили спротив військам Ахмед-шаха Дурруні, який зрештою захопив Пенджаб та Кашмір. Уряд імперії (Сафдар Джанга - великий вазир та наваб Ауда, Муїз-уль-Мульк, євнух Джавед Хан) шукав союзників проти зовнішніх ворогів, намагався укласти угоду з османською імперією, проте марно. Водночас падишах для зміцнення своєї потуги провів реформу у війська, значно розширивши та підсиливши корпус гармат. Проте більше не займався державними чи військовими справами. віддаючись розвагам. Владу на себе перебрали великий вазир, Кудсія Бегам та Джавед Хан.
Втім невправність та слабкість фаворитів падишаха призвела до майже остаточно руйнування імперії. На її території точилися війни між набобами, пешвами маратхів за участь французьких та англійських військ. Землі, які були підвладні падишахові зменшилися до території Гангської долини. При цьому набоб Бенгалії майже перестав надсилати кошти зі своєї провінції, які складали левову частку доходів тепер урізаної імперії.
Зрештою двір падишаха поринув у внутрішні сварки та інтриги. Скориставшись цим ображений нізам Хайдарабада Феруз Джанга III Імад-уль-Мульк об'єднався з маратхами та рушив на Делі. Вирішальна битва війська Ахмад-шаха Бахадура із заколотниками відбулася у травні 1754 року при Сікандарабаді, де падишах зазнав цілковитої поразки й утік до Делі. Тут його було схоплено, осліплено й запроторено до в'язниці, де він пробув до самої смерті у 1775 році.